# Benjamin W. Pearce
Benjamin Wiley Pearce (* 15. Dezember 1816 im Greene County, Georgia; † 8. Oktober 1870 im Bienville Parish, Louisiana) war ein US-amerikanischer Politiker. Zwischen 1864 und 1865 war er konföderierter Vizegouverneur des Staates Louisiana.

## Werdegang
Benjamin Pearce wurde als Sohn reicher Südstaaten-Eltern im Greene County in Georgia geboren. Er besuchte die öffentlichen Schulen seiner Heimat und studierte dann zwei Jahre lang an der University of Virginia in Charlottesville. Aus gesundheitlichen Gründen brach er dieses Studium aber ab. Nach einem anschließenden Jurastudium in Tuscaloosa (Alabama) und seiner Zulassung als Rechtsanwalt begann er ab 1840 in Wetumpka in diesem Beruf zu arbeiten. Zwischen 1844 und 1848 lebte er im Ouachita County in Arkansas. Dort wurde er auch Abgeordneter im Repräsentantenhaus von Arkansas, wo er sich unter anderem für Frauenrechte einsetzte. Im Jahr 1848 zog er für einige Zeit in das Franklin Parish in Louisiana und dann für drei Jahre nach Alabama, ehe er sich im Jahr 1851 im Bienville Parish in Louisiana niederließ. Dort arbeitete er in der Landwirtschaft und als Müller. Politisch war er Mitglied der Demokratischen Partei. Er gehörte mehrere Jahre dem Repräsentantenhaus von Louisiana und auch dem dortigen Staatssenat an.
Zu Beginn des Bürgerkrieges stellte er eine Infanteriekompanie aus Freiwilligen aus dem Staat Louisiana zusammen, die er als Hauptmann befehligte. Seine Einheit unterstand dem Heer der Konföderation und wurde mit ihm in Virginia eingesetzt. Bald darauf musste er aus gesundheitlichen Gründen den Militärdienst quittieren. Im Jahr 1863 wurde Pearce an der Seite von Henry Watkins Allen zum Vizegouverneur von Louisiana gewählt. Dieses Amt bekleidete er zwischen 1864 und dem Ende der Konföderation im Jahr 1865. Dabei war er Stellvertreter des Gouverneurs und Vorsitzender des Staatssenats. Pearce übte dieses Amt aber nur in dem Teil Louisianas aus, der nicht von Truppen der Union besetzt war. Durch den Krieg verlor er einen beträchtlichen Teil seines Vermögens. Benjamin Pearce starb am 8. Oktober 1870 im Bienville Parish. Seit dem 16. November 1843 war er mit Sarah Hall aus Alabama verheiratet, mit der er fünf Kinder hatte.